# Acrótato (general)
Acrótato fue un hijo de Cleómenes II, rey ágida de Esparta. Según Diodoro Sículo, estaba sediento de sangre y era más cruel que los tiranos.
Acrótato se hizo impopular en Esparta, pues  quería un castigo riguroso para los supervivientes en la Batalla de Megalópolis. Los espartanos le dieron una paliza, y vivían planeando contra él, lo que lo motivó a buscar acción fuera de Esparta. La oportunidad surgió cuando una embajada de Agrigento fue a pedir ayuda a Esparta contra Agatocles. Los exiliados de Siracusa habían convencido a Agrigento, Gela y Mesina para luchar contra Agatocles, antes de que se hiciera demasiado fuerte.
Acrótato, con algunos navíos, partió para a Italia sin el consentimiento de los éforos, pero los vientos de Mar Adriático lo llevaron a la ciudad de Apolonia de Iliria, que estaba siendo sitiada por Glaucias, rey de los taulantios. Acrótato terminó la guerra, convenciendo a Glaucias y a la ciudad a firmar un tratado de paz.
Después, fue a Tarento, donde convenció a la ciudad a ayudar con veinte navíos en la guerra para liberar Siracusa.
Cuando llegó a Agrigento asumió el puesto de general, pero a pesar de las expectativas de los agriegentinos de que se librarían del tirano, Acrótato no hizo nada digno y actuó de forma tiránica, más parecida a un persa que a un espartano. Acrótato asesinó a a traición a Sosístrato, el más importante de los exiliados de Siracusa. Después de estos actos, los exiliados lo depusieron del cargo de general e intentaron apedrearlo, pero Acrótato consiguió huir a Laconia.